# Lawrence Knapp
Lawrence Knapp   (Garden City, 30 de maig de 1905 - Washington DC, 8 de novembre de 1976) va ser un jugador d'hoquei sobre herba estatunidenc que va competir durant la dècada de 1930.
El 1932 va prendre part en els Jocs Olímpics d'Estiu de Los Angeles, on va guanyar la medalla de bronze com a membre de l'equip estatunidenc en la competició d'hoquei sobre herba. Quatre anys més tard, als Jocs de Berlín, quedà eliminat en la primera ronda de la competició d'hoquei sobre herba.
Va estudiar al Yankton College de Yankton, Dakota del Sud, on va jugar a bàsquet i futbol americà i practicà l'atletisme. El 1927 estudiava dret a la Universitat George Washington de Washington, DC i el 1932 passà a viure a Nova York, on treballà en un despatx d'advocats.